# Tillandsia 'Corinne'
Tillandsia 'Corinne' es un  cultivar híbrido del género Tillandsia perteneciente a la familia  Bromeliaceae.
Es un híbrido creado con las especies Tillandsia circinnatoides × Tillandsia ionantha.